# Parce Domine
Parce Domine (łac. Przepuść, Panie) – antyfona w liturgii Kościoła katolickiego, której tekst zaczerpnięty został ze starotestamentalnej Księgi Joela (2,17).
Parce Domine opracowywane było wielokrotnie przez kompozytorów (m.in. Feliksa Nowowiejskiego). Znana jest też melodia gregoriańska przypisywana opatowi J. Marbeufowi z tekstem zaczerpniętym z hymnarza Św. Grzegorza Wielkiego z przełomu VI i VII w.

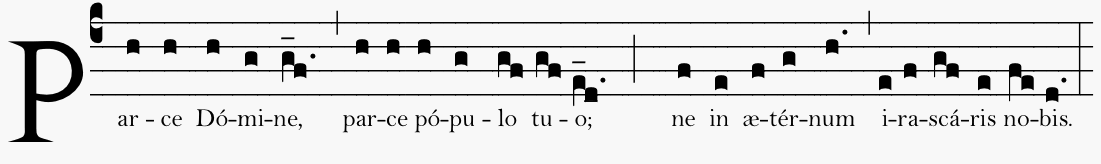
Fragment łacińskiego antyfonarza z tekstem Parce Domine

## Tekst łaciński
Parce, Domine, parce populo tuo:
ne in aeternum irascaris nobis.